# John Taylor (autóversenyző)
John Taylor (Leicester, 1933. március 23. – Koblenz, 1966. szeptember 8.) brit autóversenyző.

## Pályafutása
1964-ben, hazája versenyén debütált a Formula–1-ben. Ezt követően már csak a 66-os szezonban állt rajhoz a sorozatban. Az év folyamán négy futamon vett részt, és a francia nagydíjon elért hatodik helyezésével megszerezte pályafutása egyetlen Formula–1-es világbajnoki pontját.

## Halála
Az 1966-os német nagydíj első körében, az egyik kanyarban megpördült és nekicsapódott a belga Jacky Ickx autójának. Taylor Brabhamje kigyulladt és egy hónappal a balesetet követően belehalt sérüléseibe.

## Eredményei

### Teljes Formula–1-es eredménysorozata
(Táblázat értelmezése)

(Félkövér: pole-pozícióból indult; dőlt: leggyorsabb kört futott) 

| Év   | Csapat            | Modell       | Motor           | 1   | 2   | 3     | 4     | 5      | 6      | 7   | 8   | 9   | 10  | Helyezés | Pont |
| ---- | ----------------- | ------------ | --------------- | --- | --- | ----- | ----- | ------ | ------ | --- | --- | --- | --- | -------- | ---- |
| 1964 | Bob Gerard Racing | Cooper T73   | Ford Straight-4 | MON | NED | BEL   | FRA   | GBR 14 | GER    | AUT | ITA | USA | MEX | -        | 0    |
| 1966 | David Bridges     | Brabham BT11 | BRM V8          | MON | BEL | FRA 6 | GBR 8 | NED 8  | GER Ki | ITA | USA | MEX |     | 20.      | 1    |

## Külső hivatkozások
- Profilja a grandprix.com honlapon (angolul)
- Profilja a statsf1.com honlapon (angolul)

1. ↑  https://www.motorsportmagazine.com/database/drivers/john-taylor